# Український кондитерський трест
Український кондитерський трест (УКТ, УКРКОНДТРЕСТ; англ. Ukrainian Confectionery Corporation, UKT) або Державний кондитерський трест (ДКТ; рос. Государственный кондитерский трест, ГКТ) — радянський республіканський трест кондитерської промисловості України. Головні виробничі потужності тресту були зосереджені в Харкові. 

## Історія

### Доба НЕПу

#### Створення тресту
У 1920-ті роки радянська влада, реалізуючи програму Нової економічної політики (НЕП), ліквідувала державну монополію на дрібне та середнє виробництво, внутрішню торгівлю та сферу обслуговування, дозволила використання найманої праці і відродила матеріальне стимулювання праці. Водночас найпотужніші підприємства залишались у державному підпорядкуванні та організовувались у синдикати та трести.
У новоутворений Державний кондитерський трест найпершими ввійшли Перша державна кондитерська фабрика (колишня харківська шоколадна фабрика товариства «Жорж Борман», згодом «Жовтень») та Друга державна кондитерська фабрика (колишня товариства Д. Кромського, згодом імені Н. К. Крупської). Спільне число робітників двох фабрик становило 877 осіб, а загальна продуктивність — 18 500 пудів виробів на місяць, місячний бюджет — 12 210 мільйонів карбованців.
Пізніше до тресту долучили борошномельний млин «Жовтень» та картонажну майстерню, декілька магазинів: 1 оптовий та 2 роздрібних. Необхідність мати при тресті млин була зумовлена потребою кондитерського виробництва у великих обсягах високоякісного борошна. У 1925 році до тресту приєднали ще дві макаронні фабрики та Лукашевський крохмале-патоковий завод.
У жовтні 1921 року трест був знятий із державного забезпечення і переведений на господарчий (комерційний) розрахунок. Трест мав право укладати угоди на постачання сировини, палива, деталей, устаткування й мусив існувати виключно за рахунок реалізації власної продукції. Для переходу на нові методи господарювання держава надала стартовий обіговий капітал, розрахований на три місяці.
У стартовий капітал кондитерського тресту ввійшли 15 000 пудів цукру-бастру, забрудненого піском, та 14 900 пудів готової продукції: пісний цукор та карамель з начинкою низької якості. З такими ресурсами у розпорядженні тресту не вдалось загрузити виробництвом обидві фабрики: Другу державну кондитерську фабрику було законсервовано до серпня 1924 року.
На 1 жовтня 1925 року основний капітал тресту склав понад 1 мільйон карбованців, а загальна кількість працівників зросла до 2 040 осіб. Вперше після революції фабрики запровадили чітку рецептуру виробів. Було засновано
хімічну лабораторію для дослідження якості сировини, готової продукції та допоміжних матеріалів. Однак попри позитивні зрушення план виробництва продукції на 1926/1927 рік трест недовиконав. У середньому один робочий тресту виготовляв 15,4 кг продукції на день, тоді як у попередньому році — 15,9 кг. У наступному господарському році виробка на одного робітника зросла до 19,76 кг солодощів на день.

#### Технічні проблеми
Нестабільність виробництва мала причиною кілька факторів. По-перше, що обладнання на обох фабриках було дуже застарілим. Коефіцієнт зношеності парових котлів у 1926 році становив 30–40 %, а всі три дизелі фабрики «Жовтень» потребували капітального ремонту. По-друге, низька рентабельність підприємств була пов'язана із великими втратами під час переробки фруктово-ягідної сировини. У 1925/1926 звітному році відсоток «угару» сировини по фабриці «Жовтень» в середньому становив 13,8 %, по фабриці імені Н. К. Крупської — 7 %, але іноді «угар» сягав 37 %. Певні втрати давала також «розмазка», «розтруска» тощо.
Трест намагався здійснити переоснащення виробництва задля збільшення випуску солодощів і скорочення виробничих витрат. Після неодноразових замовлень було отримано дозвіл на ввезення закордонного обладнання на суму 163 000 карбованців, однак трест не встиг ним скористатися, оскільки ліцензія на ввезення була анульована. Тож тресту довелося самому зайнятись виробництвом кондитерських машин. Механічна майстерня кондитерської фабрики «Жовтень» (КОФОК) випускала машинки «Могулець-Маснер» та бісквітні машини «Штамп» — копії закордонних.

#### Сировина і продукція

Обгортка цукерки «Фіньшампань» із логотипом «UKT».

На якість та кількість продукції суттєво впливали перебої з поставками імпортних складників: какаового масла, агар-агару, лимонної кислоти, а особливо — какао-бобів, норма розподілу яких визначалась московським керівництвом. Потреба тресту в какао-бобах на 1927/1928 рік становила 600 т, однак із закуплених 1 400 т він отримав лише 200 т, притім що українська кондитерська промисловість складала 25 % кондитерського виробництва Радянського Союзу. Інколи бракувало і вітчизняної сировини. У серпні–жовтні 1927 року через нестачу цукру-піску кондитерський трест був змушений закупати цукор-рафінад, а за відсутністю патоки — застосовувати штучну патоку з цукру. Наступного року трест недоотримав 800 т патоки. Часто якість вітчизняної сировини викликала великі нарікання.
Сільгосппродукти (молоко, масло, яйця) у першій половині 1920-х років трест заготовляв переважно у приватних осіб. Від співпраці з кооперативними організаціями відмовилися через високі ціни при низькій
якості продукту.
Фабрики тресту виготовляли карамель, монпансьє, ірис, драже, цукерки, шоколад, бісквіт, пряники, тістечка, варення, глазуровані фрукти, халву, каву, какао. Після революції зріс попит на дешеві сорти солодощів, і у цій ніші потужну конкуренцію кондитерському тресту становили кустарі. Тому трест неохоче зміщував фокус із виробництва прибуткової шоколадної продукції на малорентабельні нешоколадні солодощі, головно під політичним тиском. Коли у 1927—1928 роках зменшення питомої ваги дешевої продукції скоротило споживання виробів тресту сільським населенням, Харківський окрвиконком звернувся до Відділу місцевої промисловості із наполегливим проханням проробити питання щодо постачання села виробами місцевої промисловості. Після цього на перший квартал наступного року кондитерський трест запланував поставити на село продукції на 81 600 карбованців.

#### Реалізація
Трест реалізовував продукцію, як через власні крамниці та ятки, так і через кооперативні організації (понад 60 %), державні заклади (більше 16 %) та приватних підприємців (близько 12 %). Причому трест спочатку користувався послугами «довірених» — торгових агентів, які працювали за відсотки з обороту. На 1 січня 1926 рік довірених було 11. Кожен довірений мав апарат вояжерів і одного або двох технічних співробітників. Витрати на одного довіреного складали до 3,45 % від загальної суми замовлень по його району.
Дорожнеча інституту довірених змушували виробників кондитерської продукції шукати нових форм організації збуту. У 1927 році трест створив при власному торговому відділі службу із 14 роз'їзних агентів та двох співробітників, котрі їх обслуговували. Це дозволило збільшити реалізацію продукції та помітно знизити загальні торговельні витрати.
У 1925 році продукцію харківських кондитерських фабрик споживали майже всі регіони СРСР: Україна — 43 %, Закавказзя — 17 %, Південний Схід Росії — 14,5 %, Центральний район Росії — 11,4 %, Сибір і Туркестан — 8,6 %,Північно-Західний район Росії — 5,5 %. Здійснювались перемовини щодо експорту кондитерської продукції до Китаю, Ірану та Туреччини на суму 70 000 карбованців. Однак згодом регіональним трестам було поставлено завдання розмежувати ринки збуту. Виконуючи завдання, український Державний кондитерський трест зосередився на ринках України та Криму (тоді не входив до складу УСРР). У 1926/1927 році в континентальній Україні та на півострові збувалося 46,9 % солодощів тресту, у 1927/1928 році — вже 65,5 %; в інших регіонах Радянського Союзу відсоток за цей час знизився: у Московському — з 12 % до 7,1 %; у Туркестані та Сибіру — з 7,2 % до 3 %. Водночас російські трести, попри поставлену задачу, не згортали діяльність в Україні.

### Реорганізації 1930—1934рр.

Експортна обгортка цукерки «Пан» з логотипом «UKO».

У 1930 році Український кондитерський трест (УКТ) було перетворено на Українське кондитерське об'єднання (УКО). У 1933 році УКО стає Українським трестом кондитерської та макаронної промисловості, а в 1934 році організацію ліквідовують. Низка реорганізацій була пов'язана із бажанням держави поглибити контроль над процесами в галузі.
Штаб-квартира Українського кондитерського об'єднання розташовувалась у Харкові.
До обов'язків УКО входили
- планування виробництва та капітального будівництва;
- проведення технічної реконструкції та раціоналізації виробництва;
- затвердження річних звітів та балансів;
- постачання сировини, напівфабрикатів, матеріалів, палива, технічного обладнання, вишукування нових видів сировини;
- реалізація та збут (включно з експортом); участь у встановленні відпускних цін;
- організація та встановлення зв'язку з НДІ;
- керівництво підготовкою кадрів;

Спершу УКО діяло на принципах комерційного розрахунку, однак згодом у зв'язку зі згортанням НЕПу наказом по УКО № 96 усі підприємства об'єднання були переведені на госпрозрахунок. Кожен працівник був закріплений за своїм робочим місцем, вводився жорсткий контроль трудоднів.
До складу УКО на момент реорганізації з УКТ входили 13 кондитерських фабрик, зокрема такі потужні підприємства, як Одеська, Київська та Харківська кондитерські фабрики. Також у 1930 році до об'єднання були долучені відносно малі Пирятинська, Житомирська та Первомайська кондитерські фабрики. Пізніше здійснено поділ на Укркондоб'єднання та Укрбродоб'єднання. У 1931 році УКО була передана низка харчових підприємств із системи потребкооперації. Далі були передані підприємства кавової та дієтичної промисловості, а крохмале-патокова галузь була виділена в окремий трест із штаб-квартирою у Києві.

### Відновлення
Український кондитерський трест (УКРКОНДТРЕСТ) було наново створено постановою Ради народних комісарів УРСР № 708 від 4 вересня 1939 року на базі Головного управління харчової промисловості УРСР. Штаб-квартира державного тресту, як і раніш, розташовувалася у місті Харкові. У зв'язку з німецькою окупацією України у 1941 році трест припинив діяльність.
Після відвоювання українських теренів УКРКОНДТРЕСТ поновив свою роботу за розпорядженням РНК УРСР № 164 від 4 жовтня 1943 року. Згодом відповідно постанові РНК УРСР № 1500 від 3 листопада 1944 за наказом по Народному комісаріату харчової промисловості УРСР № 365 від 21 листопада 1944 державний трест був реорганізований у Головне управління кондитерської промисловості Народного комісаріату (потім міністерства) харчової промисловості УРСР — «УКРГЛАВКОНДИТЕР».
У 1939 році тресту підпорядковувались кондитерська фабрика «Жовтень» (КОФОК), Харківська бісквітна фабрика, кондитерська фабрика імені Рози Люксембург, кавова фабрика та агаровий завод у Одесі, кондитерські фабрики Дніпропетровська і Кременчука. Після відновлення діяльності в 1944 році до підпорядкованих підприємств додались Львівський міжобласний трест, одеська бісквітна фабрика, Українська контора зі збуту кондитерських виробів (Укркондсбыт) та контора матеріально-технічного забезпечення кондитерської промисловості (Укркондснаб).